# والتر إس. باتلر
والتر إس. باتلر هو سياسي كندي، ولد في 22 يوليو 1823، وتوفي في 3 مايو 1913.